# Amithao erici
Amithao erici är en skalbaggsart som beskrevs av Mitter 2007. Amithao erici ingår i släktet Amithao och familjen Cetoniidae. Inga underarter finns listade i Catalogue of Life.